# ریک راس
ویلیام لئونارد رابرتز دوم (زاده ۲۸ ژانویه، ۱۹۷۶) که با نام ریک راس شناخته می‌شود، رپر آمریکایی است.